# Бруно Рибейро
Бруно Мигел Фернандеш Рибейро (на португалски: Bruno Miguel Fernandes Ribeiro, на португалски се произнася по-близко до Бруну Мигел Фернандеш Рибейру) е португалски треньор и бивш футболист. От 17 юни 2015 г. е треньор на Лудогорец .

## Кариера

### Футболист
Рибейро започва футболната си кариерата като юноша през периода 1986–1994 г. в отбора на родния си град Витория (Сетубал). През 1994 г. дебютира в мъжкия отбор на Витория (Сетубал). След това играе в Лийдс Юнайтед, Шефилд Юнайтед, Униао де Лейрия, Бейра Мар, КД Санта Клара и приключва през 2010 г. във Витория (Сетубал) като през 2009 г. играе като преотстъпен в Шавеш.

### Национален отбор
През 1997 г. изиграва 5 мача в юношеския национален отбор на Португалия до 21-годишна възраст.

### Треньор
Започва треньорската си кариера през 2010 г. във Витория (Сетубал), като ръководи младежкия отбор до 21 г. През сезон 2011-2012 е треньор на мъжкия отбор. След това ръководи португалските СК Фаренсе, Моура СК, КД Пинялновенсе и отново през пролетта на 2015 г. Витория (Сетубал). На 17 юни 2015 г. подписва договор като старши треньор на „Лудогорец“. След поредица от неуспешни мачове за Лудогорец (вкл. ранно отпадане от предварителните кръгове на шампионска лига, загуба на финала за Супер купата на България 2015), в края на месец август 2015, Бруно Рибейро е освободен от поста старши треньор на „Лудогорец“. В интервю за португалския вестник „Рекорд“ споделя, че най-вероятно ще започне работа като треньор на отбор в Англия.